# Seminellogon cerroazulensis
Seminellogon cerroazulensis är en mångfotingart som beskrevs av Hoffman 1954. Seminellogon cerroazulensis ingår i släktet Seminellogon och familjen Aphelidesmidae. Inga underarter finns listade i Catalogue of Life.